# Trostberg

Trostberg este un oraș din districtul Traunstein, regiunea administrativă Bavaria Superioară, landul Bavaria, Germania.
Este situat pe râul Alz, la 19 km de Traunstein.

## Istoric
În timpul celui de-al Doilea Război Mondial, aici a fost amplasată o anexă a Lagărului de concentrare de la Dachau. La 30 iunie 2005, orașul a avut o populație de 11611 locuitori.